# 米蘭鎮區 (印地安納州艾倫縣)
米蘭鎮區（英語：Milan Township）是位於美國印地安納州艾倫縣的一個行政鎮區。

## 地方資料
根據2010年美國人口普查的數據，米蘭鎮區的面積為97.09平方千米，當中陸地面積為96.27平方千米，而水域面積為0.80平方千米。當地共有人口3749人，而人口密度為每平方千米38.61人。